# 克莱门特·罗哈斯
克莱门特·罗哈斯（西班牙語：Clemente Rojas，1952年9月1日—），哥伦比亚男子拳击运动员。他曾代表哥伦比亚参加1972年夏季奥林匹克运动会拳击比赛，获得一枚铜牌。他于1974年成为职业选手，1983年退役。